# Kaliszanin
Kaliszanin – czasopismo wydawane w latach 1870–1892 w Kaliszu, dwa razy w tygodniu, przez Karola Hindemitha; od 1893 ukazywało się pod tytułem „Gazeta Kaliska”.

## Historia
Do powstania pisma przyczynił się rosyjski wicegubernator kaliski Pawieł Rybnikow, znany ze swych propolskich sympatii, który pozostał cenzorem pisma. Redaktorami „Kaliszanina” byli m.in. Adam Chodyński (współzałożyciel), Jan Tański, Julian Miłkowski, Teodor Esse i Kazimierz Witkowski (od 1875 także właściciel pisma), Michał Witanowski. Publikował informacje dotyczące miasta i okolic, korespondencje, artykuły polityczne i utwory literackie. „Kaliszanin” przynosił też utwory najwybitniejszych pisarzy tego okresu, prezentując twórczość Adama Asnyka (zamieścił wiersz Rodzinnemu miastu), Marii Konopnickiej (debiutowała tu w roku 1870), Józefa Kraszewskiego, Gabrieli Zapolskiej, a także autorów lokalnych. Wiele miejsca zajmowały opracowania historyczne, wychodzące zazwyczaj spod pióra Adama Chodyńskiego. Czasopismo ukazywało się do 1892, a jego kontynuatorem był dziennik „Gazeta Kaliska”, który wydawany był od 1893, zachowując w podtytule pierwotną nazwę.